# Liga Narodów UEFA (2024/2025)/Baraże
Po zakończeniu fazy grupowej Ligi Narodów, rozegrane zostaną baraże pomiędzy drużynami z III miejsc z grup dywizji A i wicemistrzów grup dywizji B, drużynami z III miejsc z grup dywizji B i wicemistrzów grup dywizji C, oraz dwoma najlepszymi drużynami z IV miejsc z grup dywizji B oraz dwoma najlepszymi wicemistrzami grup dywizji D.
Mecze zostały rozegrane w formie dwumeczów 20, 23, 26 i 31 marca 2025 roku.

## Dywizja A - Dywizja B
Baraże na tym poziomie mają na celu wyłonieniu czterech drużyn, które zagrają w dywizji A oraz dywizji B Ligi Narodów UEFA 2026/27. Zwycięzcy zapewnią sobie udział w dywizji A. Drużyny, które przegrają, w następnej edycji zagrają w Dywizji B.
| Drużyna 1 | Wynik dwumeczu | Drużyna 2 | Pierwszy mecz | Drugi mecz |
| --------- | -------------- | --------- | ------------- | ---------- |
| Turcja    | 6:1            | Węgry     | 3:1           | 3:0        |
| Ukraina   | 3:4            | Belgia    | 3:1           | 0:3        |
| Austria   | 1:3            | Serbia    | 1:1           | 0:2        |
| Grecja    | 3:1            | Szkocja   | 0:1           | 3:0        |

### Turcja - Węgry
| 20 marca 2025 18:00 CET | Turcja · Kökçü 9' · Aktürkoğlu 69' · Kahveci 73' | 3:1(1:1)Raport | Węgry · 25' Schäfer | Rams Park, Stambuł (Turcja) Sędzia: Ivan Kružliak |
|                         |                                                  |                |                     |                                                   |

| 23 marca 2025 18:00 CET | Węgry | 0:3(0:2)Raport | Turcja · 37' (k.) Çalhanoğlu · 39' Güler · 90' Bardakcı | Puskás Aréna, Budapeszt (Węgry) Sędzia: Felix Zwayer |
|                         |       |                |                                                         |                                                      |

### Ukraina - Belgia
| 20 marca 2025 20:45 CET | Ukraina · Huculak 66' · Wanat 73' · Zabarny 78' | 3:1(0:1)Raport | Belgia · 40' Lukaku | Estadio Nueva Condomina, Murcja (Hiszpania) Sędzia: Sandro Schärer |
|                         |                                                 |                |                     |                                                                    |

| 23 marca 2025 20:45 CET | Belgia · De Cuyper 70' · Lukaku 75', 86' | 3:0(0:0)Raport | Ukraina | Cristal Arena, Genk (Belgia) Sędzia: Daniel Siebert |
|                         |                                          |                |         |                                                     |

### Austria - Serbia
| 20 marca 2025 20:45 CET | Austria · Gregoritsch 37' | 1:1(1:0)Raport | Serbia · 61' Samardžić | Ernst-Happel-Stadion, Wiedeń (Austria) Sędzia: João Pinheiro |
|                         |                           |                |                        |                                                              |

| 23 marca 2025 18:00 CET | Serbia · Maksimović 56' · Vlahović 90' | 2:0(0:0)Raport | Austria | Stadion Crvena zvezda, Belgrad (Serbia) Sędzia: José Sánchez Martínez |
|                         |                                        |                |         |                                                                       |

### Grecja - Szkocja
| 20 marca 2025 20:45 CET | Grecja | 0:1(0:1)Raport | Szkocja · 33' (k) McTominay | Stadion im. Jeorjosa Karaiskakisa, Pireus (Grecja) Sędzia: Tobias Stieler |
|                         |        |                |                             |                                                                           |

| 23 marca 2025 18:00 CET | Szkocja | 0:3(0:2)Raport | Grecja · 20' Konstantelias · 42' Karetsas · 46' Dzolis | Hampden Park, Glasgow (Szkocja) Sędzia: Davide Massa |
|                         |         |                |                                                        |                                                      |

## Dywizja B - Dywizja C
Baraże na tym poziomie mają na celu wyłonieniu czterech drużyn, które zagrają w dywizji B oraz dywizji C Ligi Narodów UEFA 2026/27. Zwycięzcy zapewnią sobie udział w dywizji B. Drużyny, które przegrają, w następnej edycji zagrają w Dywizji C.
| Drużyna 1 | Wynik dwumeczu | Drużyna 2 | Pierwszy mecz | Drugi mecz  |
| --------- | -------------- | --------- | ------------- | ----------- |
| Kosowo    | 5:2            | Islandia  | 2:1           | 3:1         |
| Bułgaria  | 2:4            | Irlandia  | 1:2           | 1:2         |
| Armenia   | 1:9            | Gruzja    | 0:3           | 1:6         |
| Słowacja  | 0:1            | Słowenia  | 0:0           | 0:1 (dogr.) |

### Kosowo - Islandia
| 20 marca 2025 20:45 CET | Kosowo · Dellova 19' · Rexhbeçaj 58' | 2:1(1:1)Raport | Islandia · 22' Óskarsson | Stadion im. Fadila Vokrriego, Prisztina (Kosowo) Sędzia: Serdar Gözübüyük |
|                         |                                      |                |                          |                                                                           |

| 23 marca 2025 18:00 CET | Islandia · Óskarsson 2' | 1:3(1:2)Raport | Kosowo · 35', 45+3', 79' Muriqi | Estadio Nueva Condomina, Murcja (Hiszpania) Sędzia: Jesús Gil Manzano |
|                         |                         |                |                                 |                                                                       |

### Bułgaria - Irlandia
| 20 marca 2025 20:45 CET | Bułgaria · Petkow 6' | 1:2(1:2)Raport | Irlandia · 21' Azaz · 42' Doherty | Stadion Christa Botewa, Płowdiw (Bułgaria) Sędzia: Benoît Bastien |
|                         |                      |                |                                   |                                                                   |

| 23 marca 2025 20:45 CET | Irlandia · Ferguson 63' · Idah 84' | 2:1(0:1)Raport | Bułgaria · 30' Antow | Aviva Stadium, Dublin (Irlandia) Sędzia: Halil Umut Meler |
|                         |                                    |                |                      |                                                           |

### Armenia - Gruzja
| 20 marca 2025 18:00 CET | Armenia | 0:3(0:2)Raport | Gruzja · 33' Koczoraszwili · 37', 59' Mikautadze | Stadion Republikański im. Wazgena Sarkisjana, Erywań (Armenia) Sędzia: Radu Petrescu |
|                         |         |                |                                                  |                                                                                      |

| 23 marca 2025 15:00 CET | Gruzja · Harojan 4' (sam.) · Mikautadze 14', 35' · Czakwetadze 23' · Kiteiszwili 27' · Kwaracchelia 62' | 6:1(5:0)Raport | Armenia · 48' Sewikian | Stadion im. Borisa Paiczadze, Tbilisi (Gruzja) Sędzia: Anthony Taylor |
|                         | |                |                        |                                                                       |

### Słowacja - Słowenia
| 20 marca 2025 20:45 CET | Słowacja | 0:0Raport | Słowenia | Národný futbalový štadión, Bratysława (Słowacja) Sędzia: Maurizio Mariani |
|                         |          |           |          |                                                                           |

| 23 marca 2025 18:00 CET | Słowenia · Gnezda Čerin 95' | 1:0 (dogr.)(0:0, 0:0, 1:0)Raport | Słowacja | Stadion Stožice, Lublana (Słowenia) Sędzia: István Kovács |
|                         |                             |                                  |          |                                                           |

## Dywizja C - Dywizja D
Baraże na tym poziomie mają na celu wyłonieniu czterech drużyn, które zagrają w dywizji C oraz dywizji D Ligi Narodów UEFA 2026/27. Zwycięzcy zapewnią sobie udział w dywizji C. Drużyny, które przegrają, w następnej edycji zagrają w Dywizji D.
| Drużyna 1 | Wynik dwumeczu | Drużyna 2  | Pierwszy mecz | Drugi mecz |
| --------- | -------------- | ---------- | ------------- | ---------- |
| Gibraltar |                | Łotwa      | 26.03.2026    | 31.03.2026 |
| Malta     |                | Luksemburg | 26.03.2026    | 31.03.2026 |

## Strzelcy

### 4 gole
- Georges Mikautadze

### 3 gole
- Romelu Lukaku
- Vedat Muriqi

### 2 gole
- Orri Óskarsson

### 1 gol
- Edgar Sewikian
- Michael Gregoritsch
- Maxim De Cuyper
- Walentin Antow
- Marin Petkow
- Christos Dzolis
- Konstantinos Karetsas
- Giannis Konstantelias
- Giorgi Czakwetadze
- Otar Kiteiszwili
- Giorgi Koczoraszwili
- Chwicza Kwaracchelia
- Finn Azaz
- Matt Doherty
- Evan Ferguson
- Adam Idah
- Lumbardh Dellova
- Elvis Rexhbeçaj
- Nemanja Maksimović
- Lazar Samardžić
- Dušan Vlahović
- Adam Gnezda Čerin
- Scott McTominay
- Kerem Aktürkoğlu
- Abdülkerim Bardakcı
- Hakan Çalhanoğlu
- Arda Güler
- İrfan Kahveci
- Orkun Kökçü
- Ołeksij Huculak
- Władysław Wanat
- Illa Zabarny
- András Schäfer

### Gole samobójcze
- Warazdat Harojan (dla Gruzji)